# Heteropoda temburong
Espèce
Heteropoda temburong est une espèce d'araignées aranéomorphes de la famille des Sparassidae.

## Distribution
Cette espèce est endémique de Bornéo. Elle se rencontre au Brunei et en Malaisie au Sabah et au Sarawak.

## Description
Le mâle holotype mesure 10,6 mm et la femelle paratype 10,8 mm, les mâles mesurent de 10,2 à 10,8 mm et les femelles de 9,2 à 11,2 mm.

## Systématique et taxinomie
Cette espèce a été décrite par Jäger et Koh en 2024.

## Étymologie
Son nom d'espèce lui a été donné en référence au lieu de sa découverte, le parc national d'Ulu Temburong.

## Publication originale
- Jäger & Koh, 2024 : « On some Heteropoda species from Southeast Asia with new data on their biology and distribution range and the resurrection of a new species group (Sparassidae: Heteropodinae). » Boletim do Museu Paraense Emílio Goeldi Ciências Naturais, vol. 19, no 3, e2024-1041, p. 1-44 (texte intégral).